# Concerto per violoncello e orchestra (Elgar)
Il Concerto per violoncello in mi minore Op. 85 di Edward Elgar, il suo ultimo lavoro importante, è una pietra angolare del repertorio per violoncello solista. Elgar lo compose all'indomani della prima guerra mondiale, quando la sua musica era già passata di moda per il pubblico che frequentava i concerti. Contrariamente al precedente Concerto per violino di Elgar, che è lirico e appassionato, il Concerto per violoncello è per lo più contemplativo ed elegiaco.
La prima esecuzione fu una debacle perché Elgar e gli artisti erano stati privati del tempo necessario per le prove. Il lavoro non raggiunse grande popolarità fino agli anni '60, quando una registrazione di Jacqueline du Pré catturò l'immaginazione del pubblico e divenne un best seller classico. Elgar fece due incisioni del lavoro con Beatrice Harrison come solista. Da allora i violoncellisti di spicco da Pablo Casals in poi hanno eseguito il lavoro in concerto e in studio. 

## Storia
Non è noto se Elgar abbia svolto alcun lavoro sul concerto fino al 1919. Tuttavia già nel 1900 il violoncellista del Quartetto Brodsky, Carl Fuchs, aveva strappato a Elgar un contratto per scrivere un concerto per violoncello. Fuchs in seguito scrisse a Elgar ricordandogli questo accordo. Nel 1903 l'amico violoncellista di Fuchs Paul Grümmer ribadì la richiesta oralmente e nel 1906 per lettera. Quindi l'idea di un pezzo del genere non era nuova.
Il concerto fu composto durante l'estate del 1919 nel appartato cottage di Elgar "Brinkwells" vicino a Fittleworth, nel Sussex, dove negli anni precedenti aveva sentito il suono dell'artiglieria della prima guerra mondiale che rimbombava attraverso La Manica di notte dalla Francia. Nel 1918 Elgar subì un'operazione a Londra per la rimozione di una tonsilla infetta, un'operazione pericolosa per un uomo di 61 anni. Dopo aver ripreso conoscenza dopo la sedazione, chiese carta e matita e scrisse la melodia che sarebbe diventata il primo tema del concerto. Lui e sua moglie si ritirarono presto nel cottage nel tentativo di riprendersi dai loro problemi di salute. Nel 1918 Elgar compose tre lavori da camera e sua moglie notò che erano già notevolmente diverse dalle sue precedenti composizioni e dopo le loro premiere nella primavera del 1919, iniziò a realizzare la sua idea di un concerto per violoncello.
Il concerto ebbe una prima disastrosa al concerto di apertura della stagione 1919–20 della London Symphony Orchestra del 27 ottobre 1919. A parte il concerto, diretto dal compositore, il resto del programma fu diretto da Albert Coates, che protrasse il tempo delle sue prove a spese di Elgar. Lady Elgar scrisse, "quel brutale egoista maleducato... che il brutale Coates continuava a provare". Il critico di The Observer, Ernest Newman, scrisse: "Durante la settimana di prove inadeguate sono circolate voci. Qualunque sia la spiegazione, rimane il triste fatto che mai, con ogni probabilità, un'orchestra così grande ha reso dato una così deplorevole prova di se stessa... L'opera stessa è qualcosa di adorabile, molto semplice, quella semplicità gravida di significati che era apparsa nella musica di Elgar negli ultimi due anni, ma con una profonda saggezza e bellezza alla base della sua semplicità". Elgar non attribuì alcuna colpa al suo solista, Felix Salmond, che suonò di nuovo per lui più tardi. Elgar disse che se non fosse stato per il diligente lavoro di Salmond nella preparazione del pezzo, lo avrebbe ritirato del tutto dal concerto.
Contrariamente alla Prima sinfonia, che fu eseguita centinaia di volte in tutto il mondo in poco più di un anno dalla sua prima, il Concerto per violoncello non fu eseguito una seconda volta a Londra per più di un anno.

## Analisi musicale
Il Concerto è scritto per violoncello solista, 2 flauti, 2 oboi, 2 clarinetti in La, 2 fagotti, 4 corni in Fa, 2 trombe in Do, 3 tromboni, tuba, timpani e archi.
Il lavoro ha quattro movimenti:
1. Adagio – Moderato (c.ca 8:00)
2. Lento – Allegro molto (c.ca 4:30)
3. Adagio (c.ca 4:50)
4. Allegro – Moderato – Allegro, ma non-troppo – Poco più lento – Adagio (c.ca 11:30)

Il primo movimento è in forma ternaria con un'introduzione. Si apre con un recitativo per il violoncello solista, seguito immediatamente da una breve risposta di clarinetti, fagotti e corno.

Segue una scala modificata ad lib suonata dal violoncello solista. La sezione delle viole presenta quindi una interpretazione del tema principale Moderato e la passa al violoncello solista che lo ripete. Elgar lo considerava la sua melodia: "se mai sentissi qualcuno fischiare questa melodia attorno alle Malvern Hills, sarò io".
 
La sezione degli archi suona il tema una terza volta e poi il violoncello solista lo modifica in una fortissima riaffermazione. L'orchestra reitera e il violoncello presenta il tema un'ultima volta prima di passare direttamente alla sezione media in Mi maggiore. 
 Ciò passa a una ripetizione simile della prima sezione. Questa sezione omette il tema fortissimo modificato nel violoncello solista. Il primo movimento più lento si sposta direttamente nel secondo movimento.

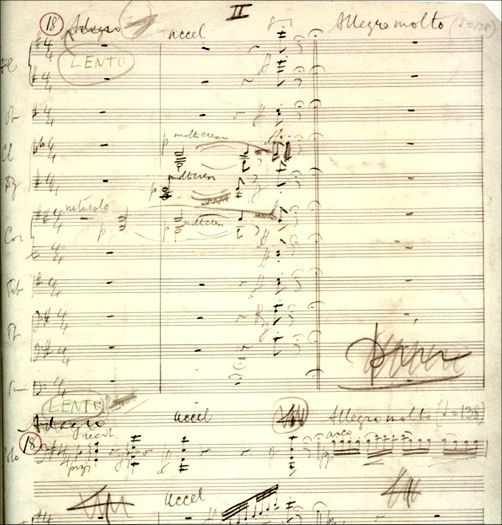
Frammento del manoscritto dell'apertura del secondo movimento del concerto

Il secondo movimento si apre con un rapido crescendo con accordi pizzicato nel violoncello. Quindi il violoncello solista suona quello che sarà il motivo principale della sezione Allegro molto. 
 Seguono gli accordi pizzicato. Viene riprodotta una breve cadenza e seguono un motivo e accordi di sedicesima. Un ritardando conduce direttamente a una sezione simile a uno scherzo che rimane fino alla fine.

Il terzo movimento lento inizia e termina con una melodia lirica e un tema che attraversa l'intero movimento. 
 La fine confluisce direttamente nel finale (di nuovo senza pausa). Il quarto movimento inizia con un altro crescendo veloce e termina col fortissimo. Segue il violoncello solista con un altro recitativo e cadenza. Il tema principale del movimento è nobile e maestoso, ma con sfumature e con molti cambiamenti di chiave. 
 Verso la fine del brano, il tempo rallenta in una sezione "più lento", in cui appare una nuova serie di temi. 
 Il tempo rallenta ulteriormente, al ritmo del terzo movimento e il tema di quel movimento viene rideterminato. Questo tempo continua a rallentare fino a diventare stagnante e l'orchestra tiene un accordo. Poi, alla fine del brano, viene nuovamente riprodotto il recitativo del primo movimento. Ciò sfocia in una reiterazione del tema principale del quarto movimento, con l'accumulo di tensione fino agli ultimi tre accordi, che chiudono il pezzo.

## Incisioni
Elgar e Beatrice Harrison fecero una registrazione ridotta nel 1920, usando il processo di registrazione acustica. La prima registrazione elettrica completa (usando un solo microfono a carbone) fu fatta nel 1928, dalla Harrison, Elgar e la London Symphony Orchestra. Una importantissima registrazione successiva fu fatta da Jacqueline du Pré nel 1965 con Sir John Barbirolli e la London Symphony Orchestra per EMI. Durante un'interruzione della sessione di registrazione, la ventenne Du Pré lasciò lo studio, tornando per trovare un vasto pubblico di musicisti e critici locali che avevano sentito dire che stava nascendo una stella. Sentendo la sua registrazione, si dice che Mstislav Rostropovich abbia eliminato il lavoro dal suo repertorio. In un'intervista, quando gli fu chiesto perché il concerto di Elgar non fosse nel suo repertorio standard, Rostropovich dichiarò: "La mia allieva, Jacqueline du Pré, l'ha suonato molto meglio di me". La registrazione della Du Pré fu elogiata per la sua passione e per la tecnica sicura. Barbirolli stesso aveva un legame stretto con il concerto sin dai suoi primi giorni: era un membro della sezione violoncelli dell'orchestra alla sua prima nel 1919. E fu il solista di una delle sue prime esibizioni, con l'Orchestra Sinfonica di Bournemouth diretta da Sir Dan Godfrey.
Nel 1985 il violoncellista britannico Julian Lloyd Webber registrò il concerto con la Royal Philharmonic Orchestra diretta da Sir Yehudi Menuhin. La registrazione fu selezionata dallo studioso di Elgar Jerrold Northrop Moore come "la migliore versione di sempre" per BBC Music Magazine e ha vinto un Brit Award per la "Migliore registrazione classica" del 1985.
Il programma della BBC Radio 3 "Building a Library" ("Costruire una biblioteca") ha presentato in tre occasioni recensioni comparative di tutte le versioni disponibili del concerto. The Penguin Guide to Recorded Classical Music, 2008, ha tre pagine di recensioni dell'opera. L'unica incisione a ricevere la massima raccomandazione sia della BBC che di The Penguin Guide è la registrazione della du Pré del 1965 con la LSO e Barbirolli. Altre registrazioni lodate sia dalla BBC che da The Penguin Guide sono di Beatrice Harrison (1928); Steven Isserlis (1988); Yo-Yo Ma (1985) e Truls Mørk (1999).